# Willem II in het seizoen 1956/57
Het seizoen 1956/1957 was het derde jaar in het bestaan van de Tilburgse betaaldvoetbalclub Willem II. De club kwam uit in de Nederlandse Eredivisie en eindigde daarin op de 17e plaats, dit betekende dat de club rechtstreeks degradeerde naar de Eerste divisie. Tevens deed de club mee aan het toernooi om de KNVB Beker, hierin werd in de tweede ronde verloren van Helmondia ’55 (1–5).

## Wedstrijdstatistieken

### Eredivisie
|       | Ajax  | Amsterdam | BVV   | DOS   | Eindhoven | Elinkwijk | Sportclub Enschede | Feijenoord | Fortuna '54 | GVAV  | MVV   | NAC   | NOAD  | PSV   | Rapid JC | Sparta | VVV   |
| ----- | ----- | --------- | ----- | ----- | --------- | --------- | ------------------ | ---------- | ----------- | ----- | ----- | ----- | ----- | ----- | -------- | ------ | ----- |
| Thuis | 0 – 1 | 1 – 2     | 1 – 0 | 2 – 3 | 3 – 2     | 4 – 0     | 2 – 2              | 3 – 3      | 2 – 3       | 0 – 0 | 5 – 2 | 2 – 4 | 1 – 2 | 0 – 6 | 1 – 2    | 0 – 0  | 6 – 3 |
| Uit   | 5 – 0 | 0 – 6     | 3 – 2 | 4 – 1 | 2 – 3     | 3 – 1     | 5 – 1              | 2 – 1      | 0 – 1       | 5 – 3 | 0 – 0 | 2 – 1 | 1 – 0 | 3 – 1 | 3 – 3    | 3 – 1  | 3 – 1 |

### KNVB beker
| 1e ronde                                                | Willem II                                                                | 6 – 4 (3 – 2) | RKDVC                                          |
| 26 augustus 1956 Plaats: Tilburg Gemeentelijk Sportpark | Coy Koopal 12', 68' Ad Smolders 33' Jan van Roessel 35', –' (pen.)       |               | 34', 67', 75' Jo de Wijs 44' Tini van de Hoven |
| 2e ronde                                                | Helmondia ’55                                                            | 5 – 1 (2 – 0) | Willem II                                      |
| 16 september 1956 Plaats: Helmond De Braak              | André Roosenburg 30', 35', 83' Hennie Hollink 85' Alfred Deissenroth 88' |               | 81' Piet de Jong                               |

## Statistieken Willem II 1956/1957

### Eindstand Willem II in de Nederlandse Eredivisie 1956 / 1957
| Stand | Gespeeld | Gewonnen | Gelijk | Verloren | Punten | Doelpunten voor | Doelpunten tegen |
| ----- | -------- | -------- | ------ | -------- | ------ | --------------- | ---------------- |
| 17e   | 34       | 8        | 6      | 20       | 22     | 59              | 79               |

### Topscorers
| #      | Naam             | Goal |
| ------ | ---------------- | ---- |
| 1.     | Coy Koopal       | 13   |
| 2.     | Piet de Jong     | 10   |
| 3.     | Gerrit de Wit    | 9    |
| 4.     | Jan Brooijmans   | 8    |
| 4.     | Jan van Roessel  | 8    |
| 6.     | Nico van Elderen | 7    |
| 7.     | Rinus Formannoy  | 3    |
| 8.     | Hennie Neefs     | 1    |
| Totaal | Totaal           | 59   |

| #      | Naam            | Goal |
| ------ | --------------- | ---- |
| 1.     | Jan van Roessel | 3    |
| 2.     | Coy Koopal      | 2    |
| 3.     | Piet de Jong    | 1    |
| 3.     | Ad Smolders     | 1    |
| Totaal | Totaal          | 7    |